# Costo del ciclo di vita
Il costo del ciclo di vita di un sistema complesso è la somma dei costi complessivi di progettazione, costruzione, installazione, avviamento, gestione, dismissione del sistema in questione, nel rispetto del vincolo di sostenibilità.
Le considerazioni analitiche legate alla valutazione del costo del ciclo di vita, nei sistemi industriali, sono alla base della maggior parte delle decisioni di investimento.
Il costo del ciclo di vita è del tutto simile al costo totale di possesso, con la differenza che mentre il primo si applica al patrimonio impiantistico e all'ambiente costruito, il secondo si applica nei sistemi informatici e delle comunicazioni.